# Seewaldsee (sjö i Österrike, Vorarlberg)
Seewaldsee är en sjö i Österrike. Den ligger i distriktet Bludenz och förbundslandet Vorarlberg, i den västra delen av landet. Seewaldsee ligger 1 132 meter över havet.
Trakten runt Seewaldsee består i huvudsak av grästäckta ytor och blandskog.